# Lakeside (Oregon)
Lakeside az Amerikai Egyesült Államok északnyugati részén, Oregon állam Coos megyéjében, a 101-es út mentén, a Csendes-óceán partjaitól 2 km-re keletre, Coos Baytől 24 km-re északra, Portlandtől pedig 317 km-re délnyugatra helyezkedik el. A 2010. évi népszámláláskor 1699 lakosa volt. A város területe 5,93 km², melyből 0,75 km² vízi.
A településen található a Tenmile-tó, valamint rajta keresztülfolyik a tavat az óceánnal összekötö Tenmile-patak.
A helység mellett található a Lakeside-i állami repülőtér.

## Éghajlat
| Hónap                         | Jan. | Feb.  | Már. | Ápr. | Máj. | Jún. | Júl. | Aug. | Szep. | Okt. | Nov. | Dec.  | Év    |
| ----------------------------- | ---- | ----- | ---- | ---- | ---- | ---- | ---- | ---- | ----- | ---- | ---- | ----- | ----- |
| Rekord max. hőmérséklet (°C)  | 23,3 | 27,8  | 31,1 | 32,2 | 34,4 | 33,3 | 35,6 | 32,8 | 35,0  | 35,0 | 24,4 | 21,1  | 35,6  |
| Átlagos max. hőmérséklet (°C) | 11,1 | 11,7  | 12,2 | 12,8 | 15,0 | 16,7 | 18,3 | 18,3 | 18,3  | 16,1 | 12,8 | 10,6  | 14,5  |
| Átlaghőmérséklet (°C)         | 7,8  | 8,1   | 8,9  | 9,5  | 11,7 | 13,7 | 15,0 | 15,0 | 14,2  | 12,0 | 9,5  | 7,5   | 11,1  |
| Átlagos min. hőmérséklet (°C) | 4,4  | 4,4   | 5,6  | 6,1  | 8,3  | 10,6 | 11,7 | 11,7 | 10,0  | 7,8  | 6,1  | 4,4   | 7,6   |
| Rekord min. hőmérséklet (°C)  | −8,3 | −10,0 | −2,8 | −2,2 | 0,6  | −5,6 | 3,9  | 1,1  | 1,1   | −2,2 | −6,7 | −18,0 | −18,0 |
| Átl. csapadékmennyiség (mm)   | 259  | 200   | 199  | 131  | 86   | 50   | 13   | 16   | 40    | 120  | 260  | 283   | 1657  |
| Forrás: The Weather Channel   |      |       |      |      |      |      |      |      |       |      |      |       |       |

## Népesség

### 2010
A 2010-es népszámláláskor a városnak 1699 lakója, 806 háztartása és 489 családja volt. A népsűrűség 328 fő/km2. A lakóegységek száma 967, sűrűségük 186,7 db/km2. A lakosok 94,4%-a fehér, 0,3%-a afroamerikai, 1,5%-a indián, 0,2%-a ázsiai,  0,9%-a egyéb, 2,6%-a pedig kettő vagy több etnikumú. A spanyol vagy latino származásúak aránya 3,2% (2,2% mexikói, 0,2% Puerto Ricó-i, 0,1% kubai, 0,8% egyéb spanyol vagy latino származású.)
A háztartások 14%-ában élt 18 évnél fiatalabb. 49,3% házas, 6,6% egyedülálló nő, 4,8% egyedülálló férfi, 39,3% pedig nem család. 30,1% egyedül élt; 15,3%-uk 65 éves vagy idősebb. Egy háztartásban átlagosan 2,08 személy élt; a családok átlagmérete 2,49 fő.
A medián életkor 57,9 év volt. A város lakóinak 11,9%-a 18 évesnél fiatalabb, 3,5% 18 és 24 év közötti, 14,3%-uk 25 és 44 év közötti, 35,5%-uk 45 és 64 év közötti, 34,7%-uk pedig 65 éves vagy idősebb. A lakosok 51%-a férfi, 49%-a pedig nő.

### 2000
A 2000-es népszámláláskor  a városnak 1371 lakója, 649 háztartása és 436 családja volt. A népsűrűség 264,7 fő/km2. A lakóegységek száma 764, sűrűségük 147,5 db/km2. A lakosok 93,73%-a fehér, 0,15%-a afroamerikai, 1,75%-a indián, 0,44%-a ázsiai, 0,07%-a a Csendes-óceáni szigetekről származik, 0,95%-a egyéb-, 2,92%-a pedig kettő vagy több etnikumú. A spanyol vagy latino származásúak aránya 2,55% (   )
A háztartások 15,9%-ában élt 18 évnél fiatalabb. 57,6% házas, 6,8% egyedülálló nő; 32,7% pedig nem család. 26,8% egyedül élt; 13,7%-uk 65 éves vagy idősebb. Egy háztartásban átlagosan 2,11 személy élt; a családok átlagmérete 2,5 fő.
A város lakóinak 14,6%-a 18 évesnél fiatalabb, 4,3% 18 és 24 év közötti, 17,9%-uk 25 és 44 év közötti, 33,2%-uk 45 és 64 év közötti, 30,1%-uk pedig 65 éves vagy idősebb. A medián életkor 53 év volt. Minden 100 nőre 98,1 férfi jut; a 18 évnél idősebb nőknél ez az arány 96,1.
A háztartások medián bevétele 25 781 amerikai dollár, ez az érték családoknál $34 688. A férfiak medián keresete $31 364, míg a nőké $20 568. A város egy főre jutó bevétele (PCI) $16 702. A családok 11,6%-a, a teljes népesség 15,2%-a élt létminimum alatt; a 18 év alattiaknál ez a szám 25,3%, a 65 évnél idősebbeknél pedig 7,9%.

## Fordítás
Ez a szócikk részben vagy egészben  a   Lakeside, Oregon című angol Wikipédia-szócikk ezen változatának fordításán alapul.  Az eredeti cikk szerkesztőit annak laptörténete sorolja fel. Ez a jelzés csupán a megfogalmazás eredetét és a szerzői jogokat jelzi, nem szolgál a cikkben szereplő információk forrásmegjelöléseként.